# Xi2 Canis Majoris
Xi2 Canis Majoris (ξ2 CMa / 5 Canis Majoris / HD 46933) es una estrella en la constelación del Can Mayor de magnitud aparente +4,53. Comparte la denominación de Bayer «Xi» con la estrella ξ1 Canis Majoris, las dos separadas visualmente 51 minutos de arco. Físicamente no están relacionadas, estando Xi2 Canis Majoris situada a 413 años luz del sistema solar, mientras que Xi1 Canis Majoris está tres veces más alejada.
Xi2 Canis Majoris es una estrella blanca catalogada como gigante de tipo espectral A0III o como estrella de la secuencia principal de tipo A0 V. Sus parámetros de tamaño, con un radio 6,5 veces mayor que el radio solar, y de luminosidad, 257 veces superior a la del Sol, parecen ajustarse mejor a los de una estrella gigante; comparativamente es 5 veces más luminosa que 109 Virginis, estrella también de tipo A0 y de la secuencia principal.
Xi2 Canis Majoris es una estrella considerablemente más caliente que el Sol, con una temperatura efectiva de 9105 K. Su velocidad de rotación, 138 km/s, es 65 veces mayor que la solar.